# ريم الهاشمي
ريم يوسف مسعود الهاشمي (ولدت في 27 يونيو 1987) هي لاعبة كرة قدم بحرينية تجيد اللعب في مركز الهجوم في منتخب البحرين لكرة القدم للسيدات. في عام 2014 شاركت في تصفيات كأس آسيا للسيدات لعام 2014 حيث سجلت هدفين ضد قيرغيزستان.

## روابط خارجية
- ريم الهاشمي على موقع Soccerway.com (الإنجليزية)